# Hurdia victoria
La hurdia (Hurdia victoria) è un animale estinto appartenente ai dinocaridi. Visse nel Cambriano medio (circa 505 milioni di anni fa) e i suoi resti sono stati ritrovati in Canada (nel famoso giacimento di Burgess Shales), negli Stati Uniti e in Cina.

## Descrizione
Originariamente conosciuto per frammenti isolati e ritenuto un crostaceo, in realtà Hurdia era uno dei più grandi predatori del Cambriano. Il corpo allungato era costituito da una decina di segmenti, simili a quelli del ben noto Anomalocaris, che portavano probabilmente un paio di branchie ciascuno e servivano all'animale durante il nuoto. La caratteristica più interessante dell'animale, però, era costituita dalla testa: come quella di Anomalocaris, essa era dotata di occhi laterali e di lunghe appendici spinose poste vicino alla bocca, di forma circolare e dentata. La testa di Hurdia, però, possedeva anche un'insolita e gigantesca struttura simile a un carapace: questo bizzarro “cappuccio” era tripartito e si prolungava in avanti, terminando in una sorta di punta, mentre la parte inferiore era stranamente bilobata. Altra caratteristica insolita di questo carapace era data dal fatto che esso era completamente cavo e non andava a ricoprire alcuna parte del corpo di Hurdia.

## Scoperta e classificazione
La hurdia è stata descritta per la prima volta nel 1912 da Charles Doolittle Walcott, il quale, basandosi su pochi minuscoli frammenti, suppose che questo animale fosse un crostaceo. Solo in seguito alla ridescrizione dell'analogo Anomalocaris e alla scoperta di esemplari più completi gli studiosi intuirono che Hurdia non era semplicemente un piccolo crostaceo. Il tassello finale venne posto nel 2009, con la ridescrizione di un esemplare conservato nello Smithsonian Museum di Washington, dapprima ritenuto una qualche sorta di artropode e in seguito un esemplare aberrante di Anomalocaris.
La hurdia, attualmente, è ritenuta essere un rappresentante di quel gruppo di enigmatici animali acquatici noti come dinocaridi, che furono tra i più grandi predatori del Cambriano e sono ritenuti attualmente vicini all'origine degli artropodi.

## Stile di vita
Questo animale, lungo più di mezzo metro, doveva essere un formidabile predatore: nuotando attraverso l'acqua, la hurdia catturava piccoli artropodi di fondale grazie alle lunghe appendici spinose, per poi portarsele alla bocca formata da piastre dentate. Dal momento che le appendici erano più snelle di quelle di Anomalocaris, è probabile che Hurdia si cibasse di prede dalla corazza più debole. Quale fosse la funzione del “cappuccio” anteriore non è affatto chiaro, ma potrebbe essere stato uno stabilizzatore durante il nuoto.